# فلم النحلة
فيلم النحلة (بالإنجليزية: Bee Movie) هو فيلم رسوم متحركة رشح لجائزة الغولدن غلوب من بطلولة جيري ساينفيلد، رينيه زيلويغر، ماثيو برودريك، ميجان موللي، وكريس روك من إنتاج شركة دريم ووركس أنيميشن.

## القصة
تحكي قصة الفليم عن نحلة في مستعمرة نحل تسمى باري، في الحقيقة هو ذكر وليس أنثى وكان يود ألا يعمل في صناعة النحل مع خليته ، انتهز إحدى الفرص وطار خارج الخلية ليقابل امرأة من البشر تسمى فانيسا وتعرف عليها ، وبينما كانا في المتجر اكتشف أن البشر يسرقون عسل النحل من الخلايا فقام برفع دعوى قضائية على البشر وفاز بالقضية. تكاسل النحل عن إنتاج العسل لأن عندهم ما يزيد وتكاسلوا عن تلقيح الأزهار مما هددها بالفناء فقام بيري وصديقته البشرية بجلب زهور من مسابقة زهور وأعادوا تلقيح الزهور وإنتاج العسل.

## الجوائز الحاصل عليها الفيلم
- Kid's Choice Awards
  - 2008: Nominee- Favorite Animated Movie
- Golden Globe
  - 2008: Nominee- Best Animated Feature

## الأصوات العربية
- فؤاد شمص - باري بنسون
- شادي شمص - بعوضة, راي ليوتا
- جيهان الملا - فانيسا بلومي
- طوني عاد - لايتون مونتغمري، قائد فرسان اللقاح, فيكتور, لاري كينغ, الطيار
- فادي الرفاعي - بور بامبل, كلوز باندر هايتن, هاد
- جمانة الزنجي - جالي جانغ, القاضية, السيدة بينسون
- ميلاد رزق - آدم فلايمان
- حسن المصري - والد باري
- علي سعد - كين